# Sint-Janspoort ('s-Hertogenbosch)

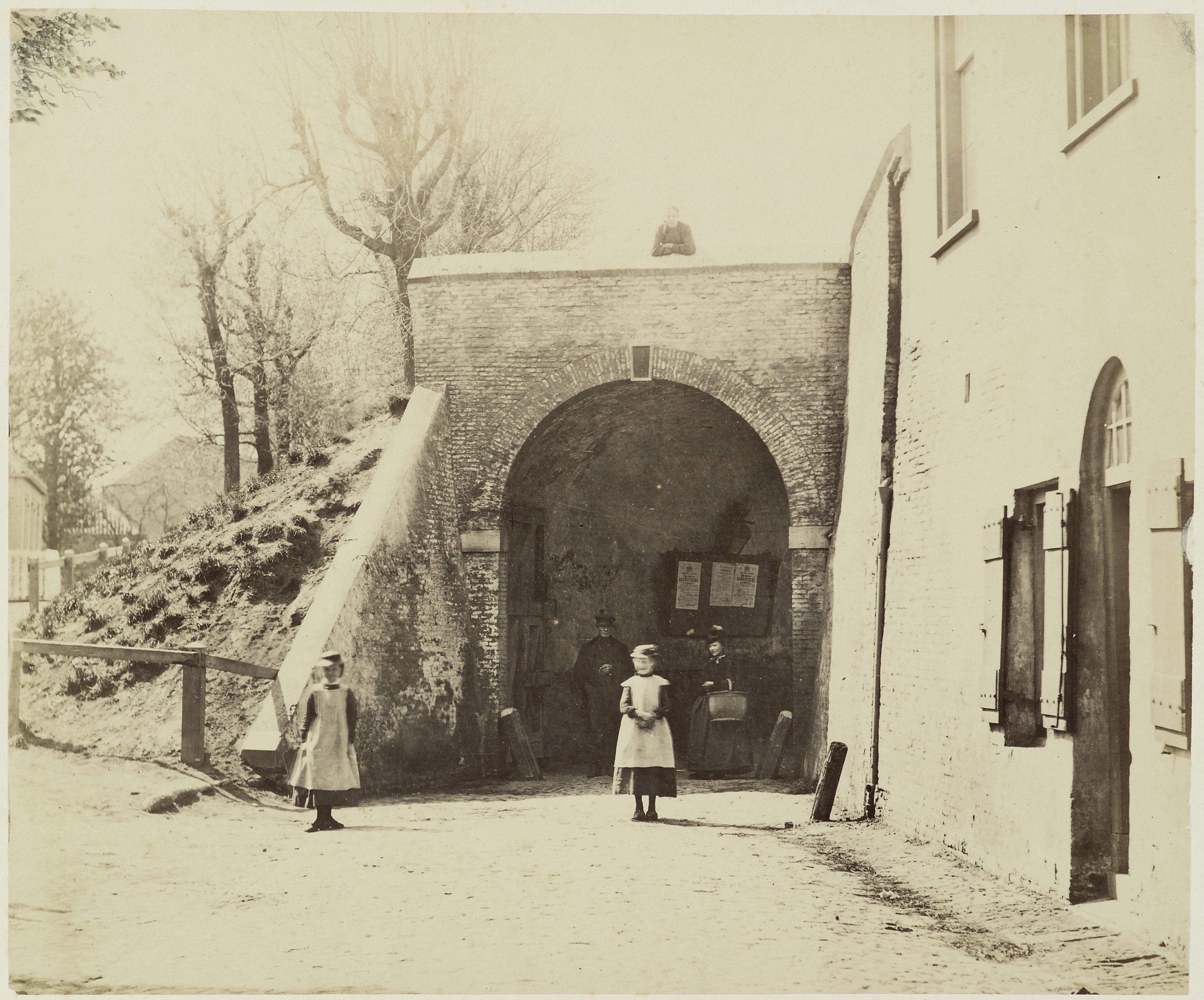
Sint Janspoort Binnenzijde

De Sint-Janspoort is een voormalige stadspoort in de vestingwerken te 's-Hertogenbosch nabij het Bastion Sint-Marie. De Berewoutkazerne was achter de poort gesitueerd, maar werd pas in 1744 gebouwd. De poort is gebouwd bij de tweede ommuring van wat tegenwoordig de binnenstad is van de stad.
De poort is in 1597 gebouwd, als opvolger van de Koepoort. De poort liep onder de stadswal door in een kromme lijn, opdat er geen kogels doorheen geschoten konden worden. De Hinthamer Poort werd ook op deze manier gebouwd. Bij de poort was een brug gesitueerd. Via deze brug konden bezoekers via de westzijde de stad binnenkomen. De huidige Visstraat was toen nog een open plein en had nog geen verbinding met de overkant van de Dommel.
Nadat de 's-Hertogenbosch bij het Beleg van 's-Hertogenbosch in 1629 was ingenomen door Frederik Hendrik van Oranje-Nassau, verlieten honderden Bosschenaren de stad via deze poort op 17 september. De stadspoort werd na 1874 afgebroken, toen de Vestingwet werd aangenomen.

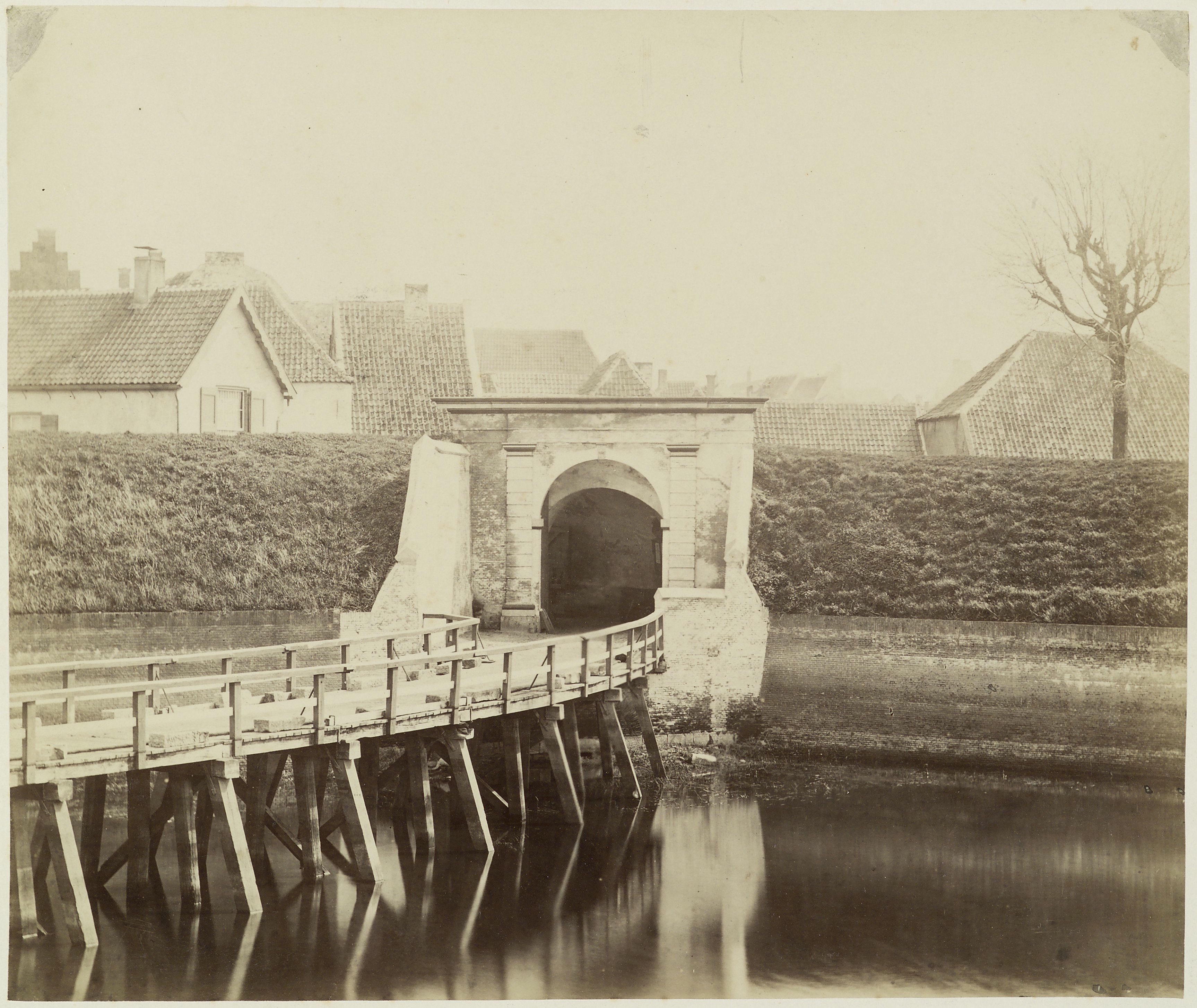
Sint Janspoort Buitenzijde